# 도마치촌
도마치촌(戸町村)은 나가사키현 니시소노기군에 있던 촌이다. 1898년에 나가사키시, 고가쿠라촌에 편입되었다. 현재의 나가사키시 주오지역의 일부에 해당한다.

## 지리
노모 반도(나가사키 반도)의 북부에 위치하고 있다.

## 역사
- 1889년 4월 1일 - 정촌제 시행에 의해 니시소노기군 도마치촌이 성립하였다.
- 1898년 10월 1일 - 시모나가사키촌, 후치촌, 가미나가사키촌의 일부와 함께 나가사키시에 편입해 시모나가사키촌은 지자체에서 소멸하였다.

## 참고문헌
- 角川日本地名大辞典 42 長崎県
- 長崎縣告示第百二十九號『市村廃置分合の件 [1]・[2]』長崎県公報 明治31年7月22日付